# (12562) Briangrazer
(12562) Briangrazer est un astéroïde de la ceinture principale.

## Description
(12562) Briangrazer est un astéroïde de la ceinture principale. Il fut découvert le 19 septembre 1998 à Kitt Peak par le projet Spacewatch. Il présente une orbite caractérisée par un demi-grand axe de 3,16 UA, une excentricité de 0,10 et une inclinaison de 12,6° par rapport à l'écliptique.

## Compléments